# Циклофилины

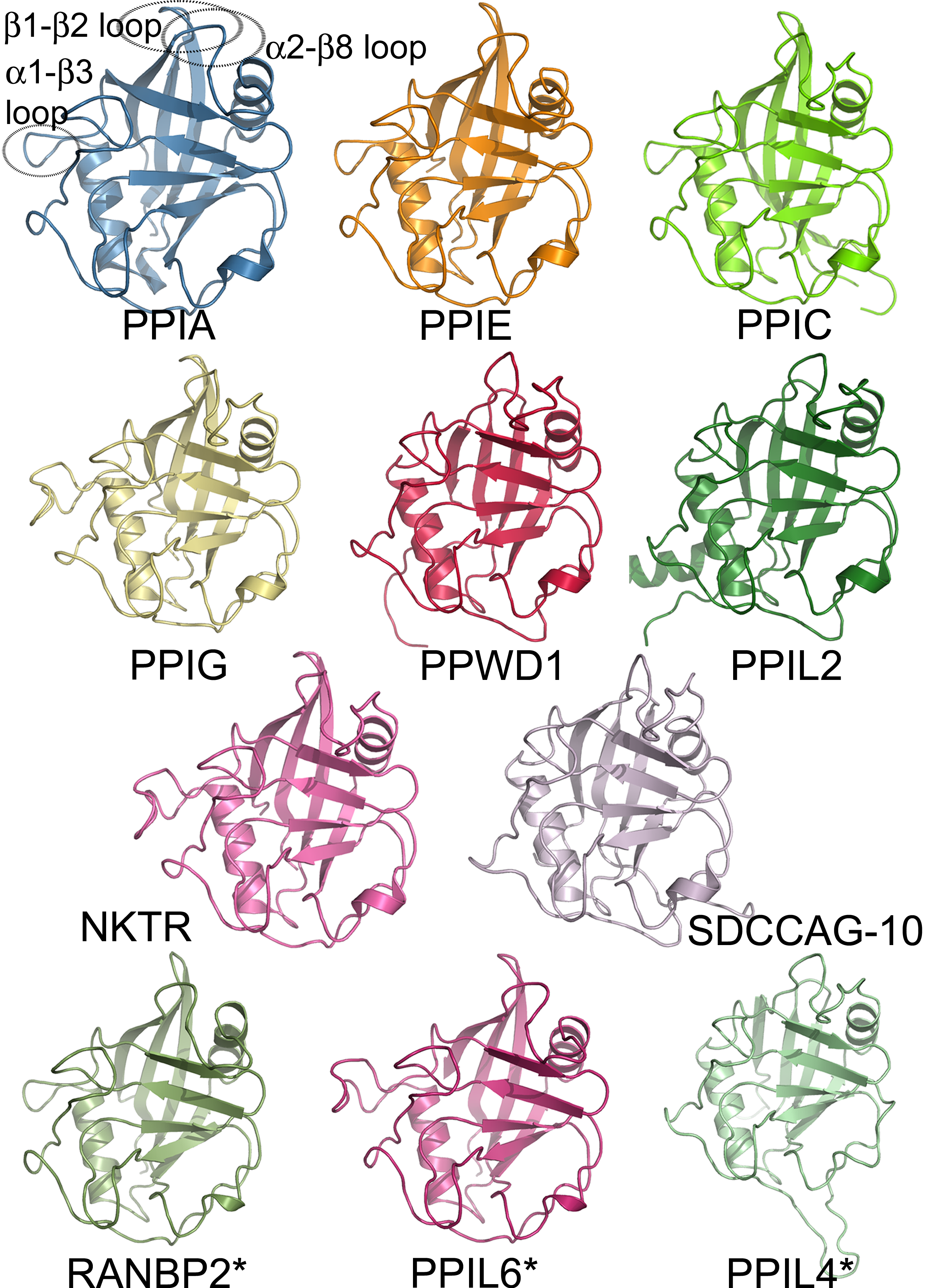
Семейство белков циклофилина человека. Сходство в структуре изомеразных белковых доменов некоторых его членов.

Циклофилины — семейство белков — ферментов с кодовым номером 5.2.1.8 из класса иммунофилинов. Они относятся к группе белков, обладающих доменом со сравнительно консервативной последовательностью обладающей пептидил-пролил цис-транс-изомеразной активностью. При этом N-концевые и C-концевые сегменты в большинстве циклофилинов имеют довольно низкое сохранение последовательности, тогда как их центральные сегменты имеют высокий уровни сохранения положения аминокислот.
Циклофилины обнаружены во всех клетках всех изученных организмов, как у прокариот, так и у эукариот. Циклофилины участвуют в разнообразных сигнальных путях, включая митохондриальный апоптоз, сплайсинг РНК и адаптивный иммунитет

## Циклофилины млекопитающих
Существует семь основных типов циклофилинов в организме человека, а именно циклофилин A (CyPA), циклофилин B (CypB), циклофилин C (CypC), циклофилин D (CypD), циклофилин E (CypE), циклофилин 40 (Cyp40) и Циклофилин NK (Cypp). Они обычно не связаны друг с другом в геноме человека.
Гены человека, кодирующие белки, содержащие домен Пептидил-пролил-изомеразы (Peptidylprolyl isomerase (PPI)) циклофилина, включают:
- PPIA, PPIB, PPIC, PPID, PPIE, PPIF, PPIG, PPIH
- PPIL1, PPIL2, PPIL3, PPIL4, PPIAL4, PPIL6
- PPWD1

## Циклофилин А: роль в болезнях человека
Циклофилин А (CypA, кодируемый геном PPIA) является наиболее распространенным и доминирующим белком в семействе циклофилинов. Он играет важную роль во внутриклеточном синтезе, правильном сворачивании и транспортировке белков, а также в иммуносупрессии, иммуномодуляции и сигнализации. Поэтому Циклофилин А играет важную роль при воспалительных состояниях и заболеваниях. Так, являясь белком цитосола, CypA связывается с циклоспорином А. Этот комплекс циклоспорина и циклофилина ингибирует фосфатазу кальциневрина, которая в нормальных условиях индуцирует транскрипцию интерлейкина-2, что приводит к снижению функции эффекторных Т-клеток. Помимо этого CypA, секретируемый в ответ на воспалительные стимулы, связывается с поверхностью клетки через его рецептор CD147 и индуцирует секрецию различных воспалительных цитокинов. Ингибирование образования комплекса CypA с CD147 ингибирует экспрессию воспалительных цитокинов и воспаление., а также, как показывают опыты на животных, уменьшает жесткость артерий. и подавляет развитие атеросклеротических бляшек.
Показано что CyPA является критическим медиатором сердечно-сосудистых заболеваний. Так например он способствует кальцификации аортального клапана человека. Поэтому ингибирование циклофилина А может стать потенциальным способом лечение кальцификации аортального клапана человека.
Высокая экспрессия CyPA коррелирует с плохим исходом пациентов с воспалительными заболеваниями.
CyPA регулирует заражение и репликацию нескольких вирусов, поражающих человека. Он тесно связан с вирусными инфекциями, такими как вирус иммунодефицита человека (ВИЧ), вирус гепатита B (HBV), вирус гепатита C (HBV), а также коронавирусами, в том числе SARS-CoV-2.
CyPA обычно сверхэкспрессируется при раке и регулирует злокачественную трансформацию и метастазирование.
CyPA является ключевым медиатором при болезни Альцгеймера и боковом амиотрофическом склерозе.
Секреция CyPA увеличивается при провоспалительных заболеваниях, таких как ревматоидный артрит, сепсис и астма.
Экспрессия CyPA увеличивается с возрастом и его уровень в плазме крови повышается за счет секреции стареющими клетками факторов SASP (англ. senescence associated secretory phenotype), связанных с гемостазом, ., что приводит в частности к старческой деменции, проявления которой можно подавить препаратами препятствующими образованию комплекса CyPA с CD147.

## Циклофилин D: интегратор митохондриальной функции
Циклофилин D (CypD) является высококонсервативной пептидил-пролил цис-транс-изомеразой, которая кодируется геном Ppif генома и играет важную роль в биологии митохондрий.
CypD играет центральную роль в контроле митохондриальной биоэнергетики, регулируя уровень кальция. CypD может регулировать экспрессию митохондриальных генов, влияя таким образом на пролиферацию и дифференцировку клеток. CypD является регулятором проницаемости митохондриальных пор PTP (permeability transition pore) и, следовательно влиять на митохондриальный хемиосмос дыхательной цепи переноса электронов.

## Ингибиторы циклофилина
Ферментативную активность каталитического участка многих циклофилинов млекопитающих способен заблокировать иммунодепрессант циклоспорин A, который широко применяется для предотвращения отторжения при аллотрансплантации. Причем циклофилин является основным медиатором иммуносупрессии циклоспорином.  
Циклоспорин А и его неиммуносупрессивные производные также блокируют репликацию различных вирусов, включая HCV, HBV и HIV-1, в том числе и коронавирусов (но их только in vitro, а не in vivo в организме).